# Jacques-Louis Bance
Pour les articles homonymes, voir Bance.
Louis Jacques Bance, dit Bance aîné, né le 18 avril 1761 à Claville et mort le 26 mars 1847 à Paris 5e, est un dessinateur, graveur, éditeur et marchand d'estampes français.

## Biographie
Fils d'un père ouvrier agricole, Jacques-Louis Bance a un frère, Charles Bance, dit « Bance jeune ».
Lorsqu'il devient orphelin à 9 ans, on le place en apprentissage chez un maître sellier d'Évreux. Il travaille en Normandie comme compagnon sellier avant de s'installer à Paris en 1787 comme maître sellier.
Il s'intéresse à la gravure en 1789 et réalise en particulier des scènes historiques. Il devient éditeur et marchand d'estampes. Afin d'exporter les estampes, il invente un système permettant de les transporter sous verre ; le secret de fabrication demeure. À partir de 1803, il produit des estampes colorisées parfois satiriques, avec la complicité de Louis Le Coeur.
Il se spécialise dans l'édition de livres à figures ainsi que dans les périodiques d'architecture, comme Études relatives a l'art des constructions (1823-1828). Il s'associe de 1831 à 1846 à son fils Balthazar Bance (1804-1862) sous la raison « Bance aîné et successeur ».
Il devient le beau-frère du géographe Jean-Denis Barbié du Bocage en février 1792 puis le beau-père du marchand d'estampes Jean-Baptiste Caillard (1776-1833).
À sa mort, en 1847, son fils lui succède dans son affaire, en association avec son oncle Charles.
Son corps repose dans un petit monument funéraire, au cimetière du Père-Lachaise (18e division) à Paris, avec une inscription : « Bienfaiteur de Claville ».

## Œuvre
Jacques-Louis Bance est actif de 1789 à 1846, peu avant sa mort. Il réalise surtout des dessins et des gravures à l'eau-forte et au burin sur des thèmes symbolistes patriotiques.
Il a édité de nombreuses estampes, notamment une version de l’Acte constitutionnel en 1798, dessiné par Alexandre-Évariste Fragonard et gravé par Louis-François Mariage (mise en forme et images) et Dien (graveur en lettres) et la Déclaration des droits de l'homme et du citoyen de 1789 entre 1789 et 1792.

### Estampes
- Série d'eaux-fortes aquarellées de 1801 gravées et éditées à Paris par les frères Piranèse et dessinées par Louis-François Cassas et Jacques-Louis Bance (qui en grave quelques-unes)
- Le Mont Cœlio, l'une des collines de Rome : On distingue le Colisée, St Grégoire, la Curia hostilia et l'ancienne futura (lire en ligne sur Gallica).
- Le Mont Esquilinien, l'une des Collines de Rome : On distingue les Restes des Thermes de Tite Ste Marie Majeure et d'une Arcade du Colisée (lire en ligne sur Gallica).
- Le Mont Esquilin l'une des Collines de Rome : Cette vue est prise du second ordre du Colisée. On distingue la Tour de Néron, les derrières du Quirinal et les fabriques de St Pierre in Vincoli (lire en ligne sur Gallica).
- Le Mont Janicule, l'une des collines de Rome : Cette vue est prise du prieuré. On distingue la Ripa Grande, la Navigation du Tibre. Au fond le Vatican et la Villa Pamphili (lire en ligne sur Gallica).
- Le Mont Palatin l'une des Colines de Rome : On y distingue les Ruines des Césars et le couvent de Ste Bonaventure. (lire en ligne sur Gallica)
- Suite du Mont Palatin : On distingue l'Arc de Constantin et le Colisée (lire en ligne sur Gallica).
- Le Mont Capitolin, l'une des Collines de Rome : Cette vue est prise des Ruines du Palais des César aujourd'hui jardins Farnèse, on distingue les Antiquités du Forum Romanum. (lire en ligne sur Gallica)
- Vue Intérieure de la Grande Salle du Divan dans le Chateau du Caire : Vulgairement dite Salle Joseph (lire en ligne).
- Le Mont Aventin une des collines de Rome : Cette vue est prise du Couvent des P.P. de St Bonaventure situé sur le Mont Palatin. On distingue les ruines du Palais des Césars, et dans le fond les marais pontins (lire en ligne sur Gallica).
- Le Mont Quirinal l'une des Collines de Rome : On distingue dans le fond le Palais du Pape et la Villa Colonna (lire en ligne sur Gallica).
- Le Mont Viminal, l'une des Collines de Rome : On découvre dans le fond les derrières du Campo Vaccino et les Ruines du Temple de la Paix (lire en ligne sur Gallica).
- Vue du Temple d'Esculape et du Lac de la Villa Borghese à Rome (lire en ligne sur Gallica).

### Gravures
- Prise de la Bastille par les bourgeois et les braves Gardes françaises de la bonne ville de Paris, le 14 juillet 1789 : dédiée à la nation, gravée et éditée en 1789 à Paris par Jacques-Louis Bance (1er exemplaire) (lire en ligne sur Gallica).
- Prise de la Bastille par les bourgeois et les braves Gardes françaises de la bonne ville de Paris, le 14 juillet 1789 : dédiée à la nation... (2e exemplaire) (lire en ligne sur Gallica).
- Geoffroy (ill. Durvy et Geoffroy), La Regeneration de la nation française en 1789 : dédiée et présentée à l'Assemblée nationale le 13 juillet 1790 comme pouvant être le modèle d'un monument puplic [sic], gravée par Jacques-Louis Bance, Paris, 1790 (lire en ligne sur Gallica).
- Oreille de Denys le Tyran de Syracuse : eau-forte aquarellée éditée en 1813 à Paris par Treuttel et Wurtz et dessinée par Louis-François Cassas (lire en ligne sur Gallica).
- lire en ligne sur Gallica.
- M. le m.quis de La Fayette : maréchal des camps, général de la milice parisienne (portrait de Gilbert du Motier de La Fayette, eau-forte gravée et éditée à Paris entre 1789 et 1792 par Jacques-Louis Bance) (BNF 40259890).
- Volontaires de la Garde nationale française, [...] : vivre libre ou mourir… Volontaires de la Garde nationale française (eau-forte et burin gravée et éditée à Paris vers 1793 par Jacques-Louis Bance) (BNF 40253681).

### Éditions

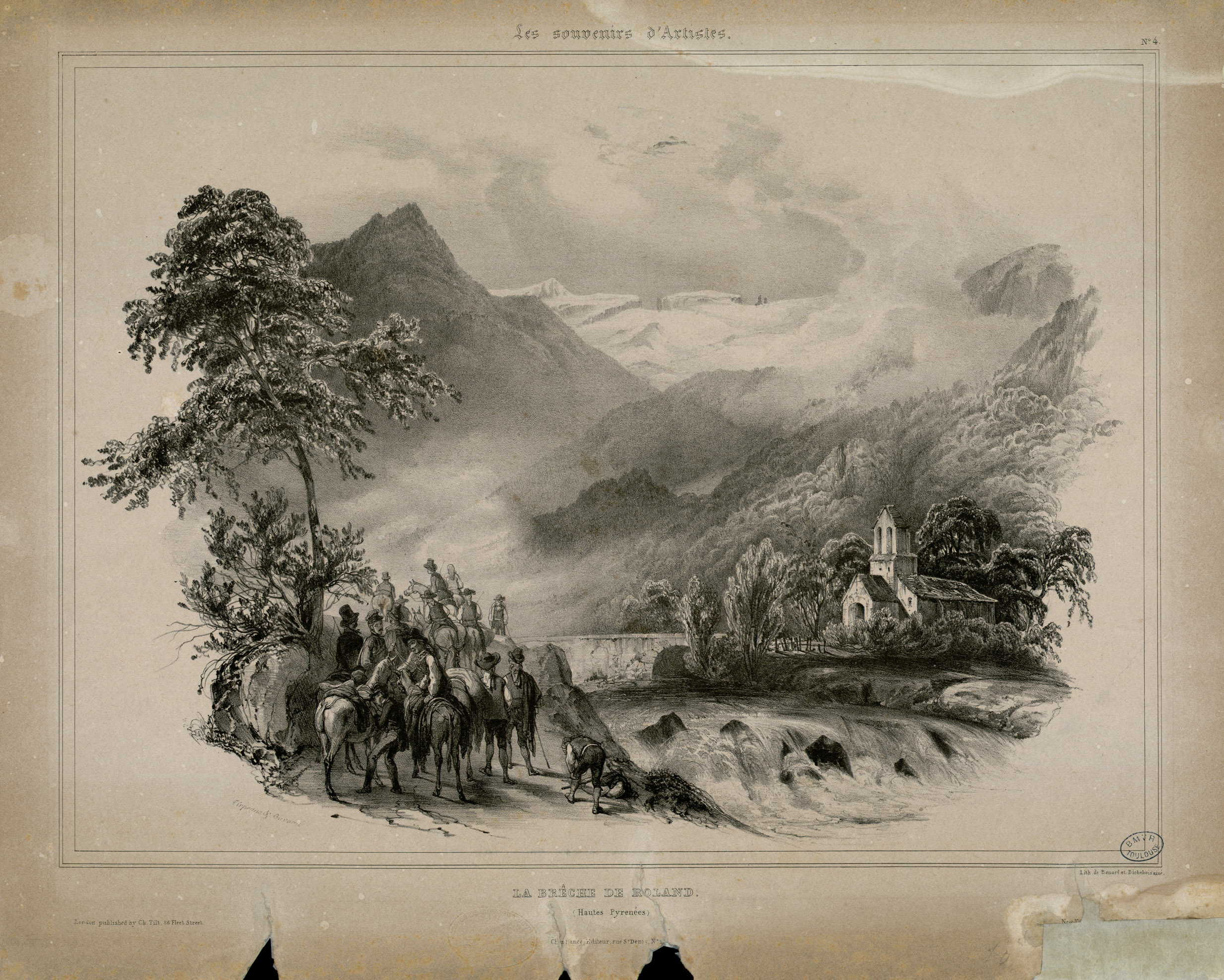
La Brêche de Roland (Hautes Pyrénées), lithographie de Paul Gavarni éditée par Jacques-Louis Bance.

- Paul Gavarni, La Brêche de Roland (Hautes Pyrénées) : Série « Les souvenirs d'artistes » (14 planches lithographiques), dont La Brêche de Roland (Hautes Pyrénées) (lire en ligne).
- Paul Gavarni, Vallée d'Ossau - Pyrénées (lire en ligne).

Autres
- Jean-Joseph-François Tassaert d'après Fulchran-Jean Harriet, Le 31 may 1793 (lire en ligne sur Gallica).
- Jacques-Louis David, Explication : Ce Gouvernement est représenté sous la figure d'un Diable écorché tout vif…, Paris, 1794 (lire en ligne sur Gallica).
- Jean-Joseph-François Tassaert d'après Fulchran-Jean Harriet (estampe en couleurs), La Nuit du 9 au 10 thermidor An II, Arrestation de Robespierre : on voit dans cette scène le gendarme Charles-André Merda tirer le coup de feu qui cassa la mâchoire de l’« Incorruptible », Paris, musée Carnavalet (lire en ligne).
- Étienne Henry avec un texte de Jacques-Louis Bance, qui édite l'estampe (gravure), Plan de la Bataille de Jena, Gagnée par la Grande Armée Française commandée par l'Empereur Napoléon sur l'Armée Prusienne commandée par le Roi en personne. 20.000 Pieds, Paris, 1807 (lire en ligne sur Gallica).
- Caricature du désagrément d'aller à pied au XVIIIe siècle, musée de la Révolution française, estampe en couleur (lire en ligne).